# Phacelia mohavensis
Phacelia mohavensis är en strävbladig växtart som beskrevs av Asa Gray. Phacelia mohavensis ingår i Faceliasläktet som ingår i familjen strävbladiga växter. Inga underarter finns listade i Catalogue of Life.